# Des enfants qui s'aiment
Pour plus de détails, voir Fiche technique et Distribution.
Des enfants qui s'aiment est un film français réalisé par Gilles Volta, sorti en 2005.

## Fiche technique
- Titre français : Des enfants qui s'aiment
- Réalisation : Gilles Volta
- Scénario : Zaïda Ghorab-Volta
- Photographie : Ali Lakrouf
- Musique : François Narboni
- Production : Zaïda Ghorab-Volta et Bénédicte Mellac
- Pays d'origine :  France
- Date de sortie : 2005

## Distribution
- Elbera Volta : Éliane
- Marie Balmelle : Anne
- Félicie Roger : Juliette
- Nina Franchetti : Béatrice
- Sabrina Franchetti : Chantal
- Pierre-François Jaouen : Jacques, le directeur du centre